# Walker (série télévisée)
Pour les articles homonymes, voir Walker.
Cet article concerne le reboot de 2021. Pour la série originale de 1993, voir Walker, Texas Ranger.
Production
Diffusion
Walker est une série télévisée américaine en 69 épisodes de 42 minutes développée par Anna Fricke (en) et diffusée entre le 21 janvier 2021 et le 26 juin 2024 sur le réseau The CW. Il s'agit d'un reboot de Walker, Texas Ranger, diffusée entre 1993 et 2001.
Au Québec, la série est diffusée depuis le 9 août 2021 sur Prise 2, en Belgique depuis le 25 octobre 2021 sur Plug RTL et en Suisse sur RTS1 depuis le 13 janvier 2024. Elle reste inédite dans les autres pays francophones.

## Synopsis
Cordell Walker, veuf et père de deux enfants, possède son propre code moral. Il retourne à Austin au Texas après avoir été sous couverture pendant 10 mois, pour découvrir qu'il y a plus de travail à faire à la maison. Il tente alors de renouer avec ses enfants, de traverser les affrontements avec sa famille et de trouver un terrain d'entente inattendu avec son nouveau partenaire (l'une des premières femmes de l'histoire des Texas Rangers), tout en se méfiant de plus en plus des circonstances entourant la mort de sa femme.

## Distribution

### Acteurs principaux
- Jared Padalecki (VF : Damien Boisseau) : Cordell Walker
- Keegan Allen (VF : Arnaud Laurent) : Liam Walker, petit frère de Cordell
- Mitch Pileggi (VF : José Luccioni puis Thierry Hancisse) : Bonham Walker, père de Cordell et Liam
- Molly Hagan (VF : Patricia Piazza) : Abeline Walker, mère de Cordell et Liam
- Coby Bell (VF : Mathieu Albertini) : le capitaine Larry James
- Jeff Pierre (VF : Mike Fédée) : Trey Barnett
- Violet Brinson (VF : Cindy Lemineur) : Stella Walker, fille adolescente de Cordell
- Kale Culley (VF : Garlan Le Martelot) : August Walker, fils adolescent de Cordell
- Odette Annable (VF : Karine Foviau) : Geraldine « Geri » Broussard, amie d'Emily et Cordell (principale depuis saison 2, récurrente saison 1)
- Ashley Reyes (VF : Olivia Luccioni) : Cassie Perez, la nouvelle partenaire de Cordell (depuis la saison 2)
- Lindsey Morgan (VF : Barbara Beretta) : Michelle « Micki » Ramirez, partenaire de Cordell dans les Texas Rangers (saisons 1 et 2)

Photos des acteurs principaux
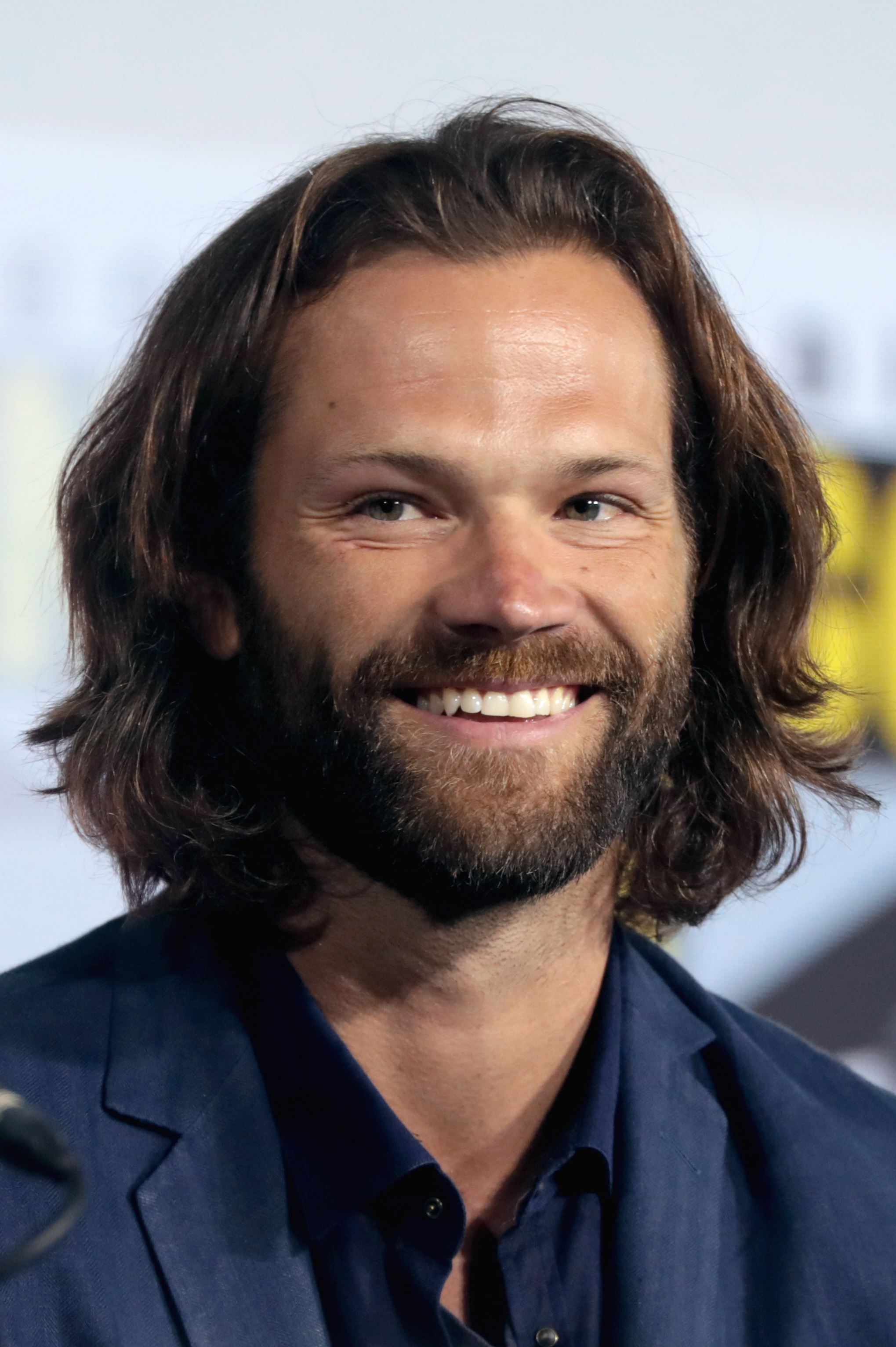
Jared Padalecki
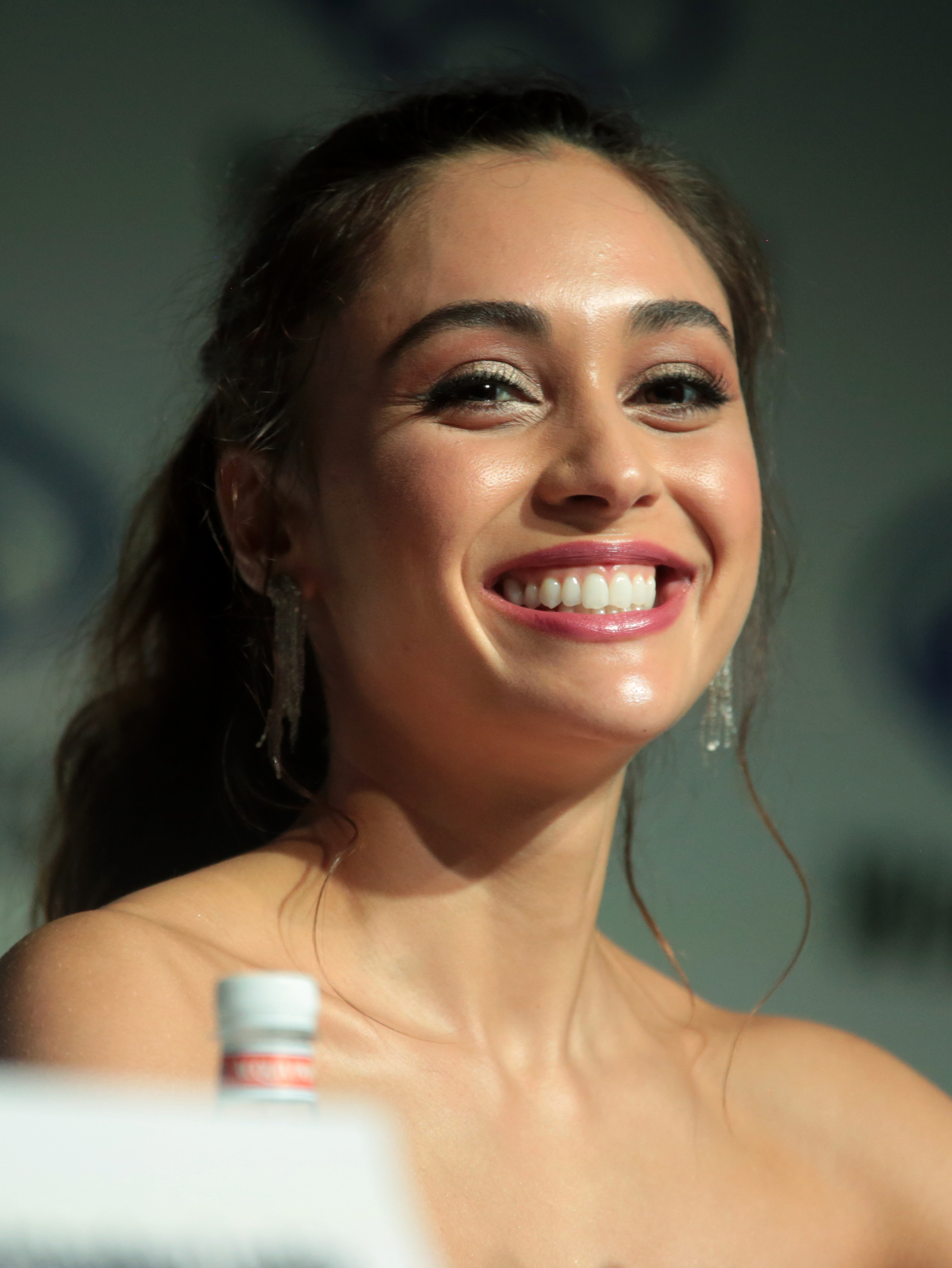
Lindsey Morgan
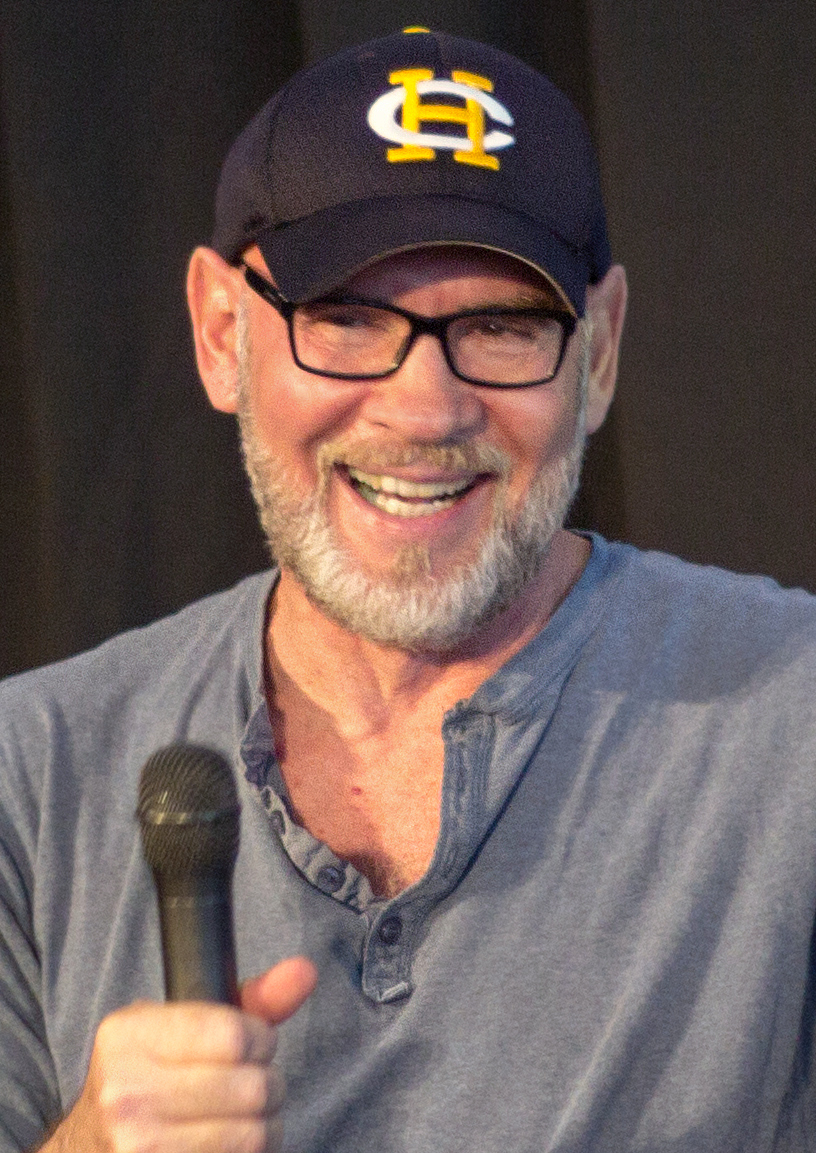
Mitch Pileggi
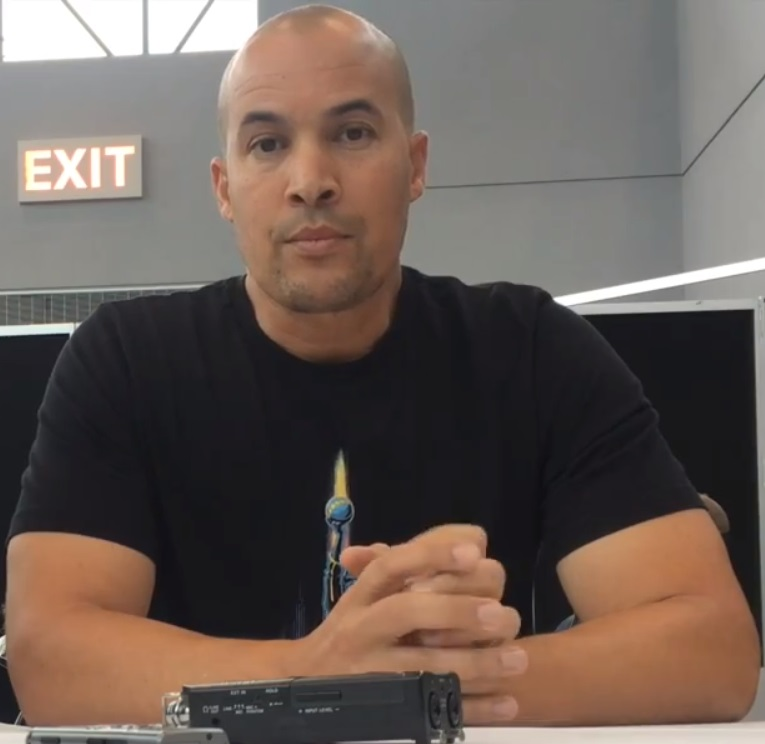
Coby Bell
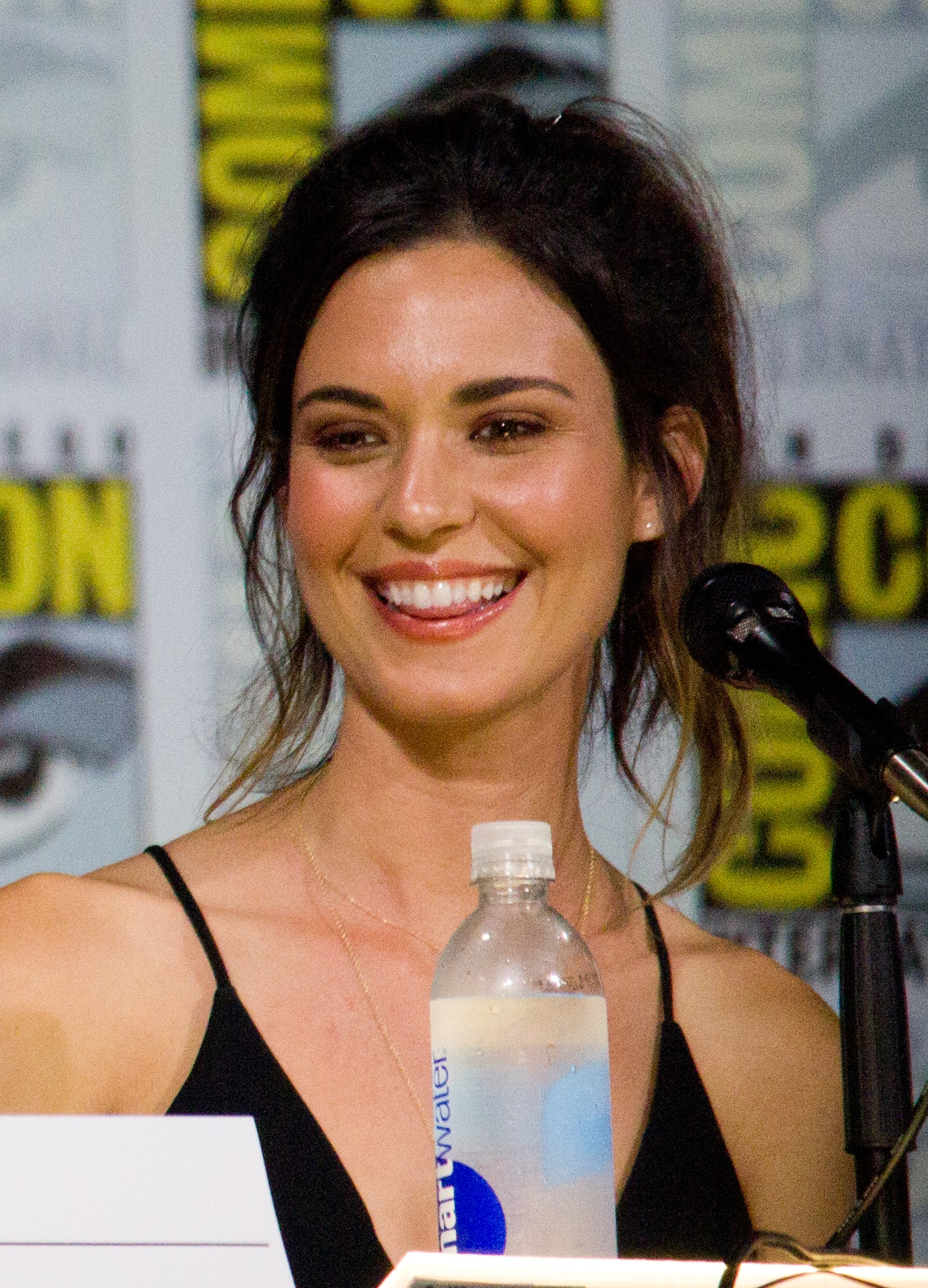
Odette Annable

### Acteurs récurrents
- Genevieve Padalecki (VF : Marie-Eugénie Maréchal) : Emily, la défunte épouse de Cordell
- Alex Landi (VF : Kévin Goffette) : Bret, fiancé de Liam (saison 1)
- Austin Nichols (VF : Michael Aragones) : Clint West (saison 1)
- Matt Barr (VF : Thibaut Lacour) : Hoyt Rawlins, le meilleur ami de Cordell (saisons 1, 3 et 4)
- Gavin Casalegno (VF : Arthur Khong) : Trevor Strand, le fils de Clint West (saison 1)
- Jeffrey Nordling (VF : Thierry Walker) : Stan Morrison[2] (saisons 1 et 2)
- Gabriela Flores (VF : Clara Soares) : Isabel Muñoz, la meilleure amie de Stella (saisons 1 et 3)
- Joe Perez (VF : Thierry Walker) : Carlos Mendoza (saison 1)
- Madelyn Kientz (VF : Zina Khakhoulia) : Ruby (saison 1)
- Mandy McMillian (VF : Marianne Leroux) : Connie Richards (saison 1)
- Dave Annable (VF : Constantin Pappas) : Dan Miller (saisons 2 et 3)
- Jalen Thomas Brooks (en) : Colton Davidson, le fils de Denise et Dan (saisons 2 et 3)
- Jake Abel : Kevin Golden (saison 3)
- Justin Johnson Cortez : Détective David Luna (saisons 3 et 4)

### Invités
- Chris Labadie : Jordan, un ex-détenu (saison 1)
- Karina Dominguez : Alma Muñoz (saison 1)
- Ricky Catter : Lorenzo Muñoz (saison 1)
- Rebekah Graf (en) (VF : Karine Texier) : Crystal West[3] (saison 1)
- Alex Meneses (VF : Laurence Dourlens) : Dr Adriana Ramirez[4] (saison 1)
- Karissa Lee Staples : Twyla Jean (saisons 1 et 2)
- Paula Marshall : Gale Davidson, mère de Denise (saison 2)
- Amara Zaragoza : Denise Davidson, le nouveau procureur de district (saison 2)
- Jensen Ackles : Miles Vyas (cameo saison 2 épisode 14)
- James Van Der Beek : le nouveau voisin (saison 4)

## Production

### Développement
En septembre 2019, il a été annoncé qu'un redémarrage de Walker, Texas Ranger avec Jared Padalecki était en cours de développement.
En janvier 2020, il a été annoncé que The CW a décidé de commander le projet directement et sans épisode pilote, et serait intitulé Walker. La série est écrite par Anna Fricke (en) qui devrait également être productrice déléguée aux côtés de Dan Lin (en), Lindsey Liberatore et Jared Padalecki. Les sociétés de production impliquées dans la série sont composées des studios de télévision CBS Studios et Rideback (en).
Le 29 octobre 2020, The CW annonce le lancement de la série pour le 21 janvier 2021.
Le 14 décembre 2020, The CW a publié le premier trailer officiel de la série.
Le 3 février 2021, la série est renouvelée pour une deuxième saison.
Le 22 mars 2022, The CW a renouvelé la série pour une troisième saison.
Une quatrième saison est commandée le 9 mai 2023. La série est arrêtée le 21 mai 2024.

### Distributions des rôles
En février 2020, Keegan Allen et Lindsey Morgan sont les premiers à rejoindre la distribution principale de la série pour interpréter respectivement Liam Walker et Michelle « Micki » Ramirez, la nouvelle partenaire de Cordell Walker dans les Texas Rangers. Quelques jours après, ils sont rejoints par Mitch Pileggi et Molly Hagan interpréter respectivement les rôles de Bonham et Abeline Walker, le père et la mère de Cordell et Liam Walker. Coby Bell rejoint également la distribution de la série pour interpréter le rôle du capitaine Larry James.
Le 4 mars 2020, Jeff Pierre, rejoint la distribution de la série. Quelques jours après, il est rejoint par Violet Brinson et Kale Culley pour interpréter respectivement Stella et August, les enfants de Cordell.
Le 14 septembre 2020, Genevieve Padalecki, la femme de Jared Padalecki rejoint la distribution récurrente dans le rôle d'Emily, la défunte épouse de Cordell.
Le 30 octobre 2020, Odette Annable rejoint la distribution récurrente dans le rôle Geri. En avril 2021, elle est promue à la distribution principale pour la deuxième saison. En novembre 2020, Chris Labadie et Alex Landi rejoignent la distribution pour interpréter respectivement les rôles récurrents de Jordan, un ex-détenu et Bret, le fiancé de Liam. Le 4 décembre 2020, la dernière actrice à rejoindre la distribution du pilote est Gabriela Flores dans le rôle récurrent d'Isabel, la meilleure amie de Stella. Le 7 décembre 2020, Matt Barr rejoint la distribution récurrente de la série pour interpréter Hoyt, le meilleur ami de Cordell Walker.
Le 31 août 2021, Dave Annable, le mari d'Odette Annable rejoint la distribution récurrente dans le rôle de Dan Miller. Fin octobre, Lindsey Morgan quitte la série, à l'issue du sixième épisode de la deuxième saison.

### Tournage
La série est tournée à Austin au Texas. Le tournage de la série a commencé le 5 octobre 2020.

### Fiche technique
- Titre original : Walker
- Développement : Anna Fricke (en) (développement), d'après la série original Walker, Texas Ranger
- Direction artistique : Kenneth Hardy
- Décors : Gabriella Villarreal
- Costumes : Kiersten Hargroder
- Casting : Susan Vash
- Musique :
- Photographie : Todd McMullen (arz)
- Production :
- Producteur délégués : Anna Fricke (en), Jared Padalecki, Lindsey Liberatore et Dan Lin (en)
- Sociétés de production : CBS Studios, Rideback (en) et Industry Entertainment
- Sociétés de distribution : The CW (télévision, États-Unis),
- Pays d'origine :  États-Unis
- Langue originale : anglais
- Format : Couleur - 16:9 - 1080p (HDTV) - son Dolby Digital 5.1
- Genre : série action, policière
- Durée : 42–45 minutes

 Sauf indication contraire, les informations mentionnées dans cette section peuvent être confirmées par la base de données cinématographiques IMDb,  présente dans la section « Liens externes ».

## Épisodes

### Première saison (2021)
Composée de 18 épisodes, elle a été diffusée du 21 janvier au 12 août 2021 sur The CW.
1. Un seul être vous manque (Pilot)
2. En selle (Back in the Saddle)
3. Vieux amis (Bobble Head)
4. Faire tomber les barrières (Don't Fence Me In)
5. Duke (Duke)
6. Démolition (Bar None)
7. Suivre la piste (Tracks)
8. Tornade sur Austin (Fine is a Four Letter Word)
9. Règle numéro 17 (Rule Number 17)
10. Le Blues du cambrioleur (Encore)
11. Liberté (Freedom)
12. Histoire de famille (A Tale of Two Families)
13. Défendre le ranch (Defend the Ranch)
14. Le Lama (Mehar's Jacket)
15. Sa vraie fille (Four Stones in Hand)
16. Pomme pourrie (Bad Apples)
17. Révélation (Dig)
18. Prendre le volant (Drive)

### Deuxième saison (2021-2022)
Composée de 20 épisodes, elle a été diffusée du 28 octobre 2021 au 23 juin 2022 sur The CW.
1. C'est eux qu'ont commencé (They Started It)
2. La Clé (The One Who Got Away)
3. Brûleur de grange (Barn Burner)
4. C'est pas ce que tu crois (It's Not What You Think)
5. Partenaires et troisième roue (Partners and Third Wheels)
6. Mon beau sapin (Douglas Fir)
7. Et après ? (Where Do We Go from Here)
8. Quand le passé ressurgit (Two Points for Honesty)
9. Coup bas (Sucker Punch)
10. Coup de pouce (Nudge)
11. Hors limite (Boundaries)
12. Terrain d'entente (Common Ground)
13. Un truc bien (One Good Thing)
14. La Foire aux mensonges (No Such Thing As Fair Play)
15. C'est du passé (Bygones)
16. Joyeux anniversaire ! (Champagne Problems)
17. Histoires de famille (Torn)
18. Mission de secours (Search and Rescue)
19. Le Dernier pas (A Matter of Miles)
20. Il y a un truc qui cloche (Something's Missing)

### Troisième saison (2022-2023)
Elle est diffusée depuis le 6 octobre 2022.
1. World on a String
2. Sittin' on a Rainbow
3. Rubber Meets the Road
4. Wild Horses Couldn't Drag Me Away
5. Mum's the Word
6. Something There That Wasn’t There Before
7. Just Desserts
8. Cry Uncle
9. Buffering
10. Blinded by the Light
11. Past Is Prologue
12. Best Laid Plans
13. The Deserters
14. False Flag Part One
15. False Flag Part Two
16. Daddy Was a Bank Robber
17. It Writes Itself
18. It's a Nice Day for a Ranger Wedding

### Quatrième saison (2024)
Cette dernière saison de treize épisodes est diffusée depuis le 3 avril 2024.
1. The Quiet
2. Maybe it's Maybelline
3. Lessons from the Gift Shop
4. Insane B.S. and Bloodshed
5. We've Been Here Before
6. We All Fall Down
7. Hold Me Now
8. Witt's End
9. A History of Horrors and Other Tales
10. End This Way
11. Let's Go, Lets Go
12. Letting Go
13. See You Sometime

## Spin-offpréquelle
En décembre 2021, il a été rapporté qu'une série dérivée préquelle intitulée Walker: Independence était en développement sur The CW avec Jared Padalecki en tant que producteur exécutif et Anna Fricke (en) en tant que showrunner,. Une commande de pilote a été confirmée en février 2022, sa réalisation a été confiée à Larry Teng (en).
En mars 2022, il a été annoncé que Katherine McNamara a été choisie pour le rôle principal féminin, elle incarnera Abby Walker, l'ancêtre de Cordell Walker aux côtés de Matt Barr pour le rôle principal masculin, il reprendra le rôle d'Hoyt Rawlins, l'histoire se déroulera à la fin des années 1800.
Katie Findlay, Philemon Chambers, Lawrence Kao, Greg Hovanessian et Justin Johnson Cortez rejoignent la distribution.
À la mi-mai 2022, la série est commandée, et sera diffusée les jeudis immédiatement après Walker dès le 6 octobre 2022.
Jared Padalecki y fait une apparition lors de l'épisode 12 de la saison 1 dans le rôle d'un shérif.
Après avoir joué dans le prequel le rôle Calian, Justin Johnson Cortez interprète dans la série Walker le personnage du Détective David Luna.
La série est arrêtée après sa première saison le 9 mai 2023.

## Accueil
La série a réuni 2,43 millions de téléspectateurs lors de sa première diffusion sur The CW, ce qui n’était pas arrivé depuis 5 ans. Le deuxième épisode a réuni 2,1 millions de personnes, une audience jamais atteint depuis Supergirl en décembre 2018[réf. nécessaire].

## Autour de la série
- Jared Padalecki est né et habite au Texas, comme son personnage dans la série.
- Genevieve Padalecki, la femme de Jared, tient le rôle de sa défunte épouse.
- Jared Padalecki reprend le rôle de Cordell Walker tenu par Chuck Norris dans la série originale.
- Walker marque les retrouvailles de Jared Padalecki, Genevieve Padalecki et Mitch Pileggi qui avaient déjà joué ensemble dans la série Supernatural.
- Jensen Ackles, l'ex co-star de Jared Padalecki dans la série Supernatural a réalisé l'épisode 14 de la saison 2, (No Such Thing As Fair Play) diffusé le 14 avril 2022.
- Matt Barr, qui a joué Hoyt Rawlins dans Walker, jouera également Hoyt Rawlins dans le spin-off Walker: Independence dont l'histoire se déroulera à la fin des années 1800[38].